# Philodromus buchari
Philodromus buchari là một loài nhện trong họ Philodromidae.
Loài này thuộc chi Philodromus. Philodromus buchari được miêu tả năm 2004 bởi Kubcová.